# Rhododendron keysii
Rhododendron keysii är en ljungväxtart som beskrevs av Thomas Nuttall. Rhododendron keysii ingår i släktet rododendron, och familjen ljungväxter. Inga underarter finns listade i Catalogue of Life.